# Charles Rabut
Pour les articles homonymes, voir Rabut.
Charles Rabut, né le 16 février 1852 à Paris et mort le 31 mars 1925 dans cette même ville, est ingénieur des ponts et chaussées. 
Enseignant à l'École des ponts et chaussées, il a participé avec Armand Considère aux recherches liées aux travaux de la Commission du ciment armé qui ont abouti à la rédaction de la circulaire de 1906
.

## Biographie
Il est élève de l'École polytechnique (X1871). À sa sortie de l'école des ponts et chaussées, il est nommé ingénieur des ponts et chaussées en 1876 et est affecté en Normandie. Il construit le pont tournant de l'écluse de l'Orne, premier ouvrage réalisé en acier Bessemer en France.
En 1884, il est mis en congé illimité et devient ingénieur à la Compagnie des chemins de fer de l'Ouest pour laquelle il étudie les viaducs de la Souleuvre et Boulaire. C'est sur la ligne Charleval-Serqueux qu'il emploie le béton armé pour la construction des ouvrages d'art. 
Il met au point un appareil de mesure de la déformation des pièces de pont, en traction et en compression, et un appareil enregistreur du mouvement des pièces en translation ou rotation. Il fait l'étude du cheminement des efforts dans une structure à l'aide de maquettes. Cela lui permet de définir les parties les plus critiques d'un ouvrage vis-à-vis de la fatigue. Il appliqua cette méthode aux ouvrages anciens et permit d'en sauver des centaines.
Il devient en 1896 professeur adjoint en mécanique appliquée à l'école des Ponts et Chaussées. Cela lui permet d'y créer le premier cours de béton armé donné dans le Monde. Il aura comme élève Eugène Freyssinet, qui profitera de son enseignement.
En 1897, il fait des constructions en béton armé en porte-à-faux sur la petite ceinture de Paris.
Le 25 juillet 1898 il est nommé chevalier de la Légion d'Honneur et élevé au grade d'officier le 13 janvier 1907
Il est nommé membre de la Commission du ciment armé en 1900. Cette commission va rédiger en 1906, sous la direction de Maurice Lévy, avec Armand Considère comme rapporteur, la circulaire du 20 octobre 1906 sur l'emploi et le calcul du béton armé. Ce texte constitue la reconnaissance officielle du béton armé, admis à figurer parmi les matériaux de construction classiques.
En 1902 il définit les lois de déformation du béton armé, ses règles de calcul et d'emploi.
En 1906 est publié son cours de béton armé sous la forme d'un recueil de notes prises par ses élèves.
En 1910, il réalise en béton armé les consoles de la rue de Rome à Paris avec 7,50 m de porte-à-faux pour permettre l'élargissement de la tranchée des Batignolles afin d'augmenter le nombre de voies ferrées en sortie de la gare Saint-Lazare. 
Il est nommé en 1912 inspecteur général des Ponts et Chaussées, année de sa mise à la retraite.
Il s'intéressa ensuite aux barrages et aux moyens à appliquer pour renforcer les digues et prévenir leur rupture.
En 1921, il devient administrateur de l'entreprise Christiani et Nielsen (en)
Il devient membre de l'Académie des sciences en 1924 dans la division des applications de la science à l'industrie.

## Citation
« Dans l'élaboration d'un projet, on est souvent porté à croire que les calculs sont l'instrument d'investigation principal. C'est là une tendance fréquente et d'ailleurs explicable chez les jeunes ingénieurs ; beaucoup d'entre eux mettraient volontiers l'ouvrage en équation avec les dimensions principales comme inconnues à déterminer par les conditions de stabilité appliquées strictement. Ce n'est que peu à peu que, l'expérience aidant, on s'aperçoit que les calculs ne sont qu'un outil permettant de préciser et de mettre au point la conception de l'ingénieur.
Cette mise au point est le seul rôle du calcul, et c'est alors seulement qu'il doit intervenir. Il ne doit servir qu'à donner une approximation plus avancée aux dimensions choisies d'inspiration, que la documentation, la critique, l'induction et l'expérience ont suggérées à l'ingénieur. »

— Charles Rabut, Cours de béton armé (1910)

## Publications
- Charles Rabut, Le Béton armé actuel, ses principes et ses ressources, dans Annales des ponts et chaussées. 1re partie. Mémoires et documents relatifs à l'art des constructions et au service de l'ingénieur, juillet-août 1908, p. 142-149 (lire en ligne)
- L’Évolution scientifique de l’art de bâtir. Libr. O. Doin fils, Liège, 1918.